# Подгор'є (Веленє)
Подгор'є (словен. Podgorje) — поселення в общині Веленє, Савинський регіон, Словенія.
Висота над рівнем моря: 427,1 м.